# Allocricetulus eversmanni
Allocricetulus eversmanni — вид мишоподібних ссавців з родини хом'якових.

## Морфологічна характеристика
Довжина тулуба й голови від 93 до 115 мм, довжина хвоста від 17 до 28 мм, довжина вух від 12 до 16 мм, вага від 36 до 60 грамів. Розмір середній, хвіст дуже короткий. Шерсть спини піщано-охриста або коричнева, з темно-сірою основою. Боки й черевна шерсть сірувато-біла — біла на кінчику і світло-сіра біля основи; біла знизу шиї та на нижній стороні задніх лап і хвоста. На грудях виявляється помітна темна пляма. Довге волосся покриває більшу частину хвоста.

## Середовище проживання
Проживає від східного берега Волги через Росію та Казахстан до північного Сіньцзяну (Китай). Мешкає в сухих степах і напівпустелях, але зрідка трапляється на сільськогосподарських полях і в околицях населених пунктів. У північній частині ареалу трапляється також у Лісостепу. У плейстоцені проживав також на захід від Волги (басейн Дону, Крим).

## Спосіб життя
Не впадає в сплячку, проте взимку щоденна активність нижча. Харчується вегетативними частинами і насінням різних дикорослих і культурних рослин. Також регулярно харчується комахами та молюсками, є записи про живлення ящірками, полівками, пташенятами дрібних птахів та молодими ховрахами. Приносить 2–3 виводки на рік у північних частинах ареалу і 3–4 в південних. Розмір виводку 4–6 дитинчат.

## Загрози й охорона
Серйозних загроз для виду немає. 